# کپیتالیا
کپیتالیا (انگلیسی: Capitalia) شرکت خدمات مالی ایتالیایی است، که در سال ۲۰۰۲ تأسیس شد.